# バックルピストル
バックルピストル（Buckle Pistol、コッペルシュラスピストーレ、ドイツ語: Koppelschloßpistole）は、バックルに仕込まれたナチス・ドイツの銃器（仕込み銃）。高官の護身用として開発されたが、製造はごく少数に留まった。第二次世界大戦後、多数のレプリカが生産されている。

## 開発
ルイス・マキース（Louis Marquis）が第一次世界大戦中に捕虜収容所で着想し、1935年に開発した原型で1938年には特許を取得した。その後1943年になってハインリヒ・ヒムラーが着目し、1944年には試作品が完成した。本格的に生産されることは無く、生産数はごく少数の試作品に留まり、12挺程度と見積もられているが、第二次世界大戦後に数千挺のレプリカが作成されている。

## 機構
4銃身.22口径（5.65mm）のものと、2銃身口径7.65mmのものが作成された。銃身はいずれも一体化したものとなっている。
口径と銃身数を除く機構は共通しており、左側上下のレバーでバックル前面のプレートを跳ね除けながら銃身をバックルの右側に引き起こし、左側面のトリガーで発砲、右側のレバーで銃身を収納する。